# Arida (città)
Arida (有田市?, Arida-shi) è una città giapponese della prefettura di Wakayama.